# Wyomingterritorium
Het Wyomingterritorium (Engels: Wyoming Territory) was een georganiseerd en geïncorporeerd territorium van de Verenigde Staten dat van 25 juli 1868 tot 10 juli 1890 bestond. Het territorium werd op die datum omgevormd tot de staat Wyoming die als 44e staat werd toegevoegd tot de Verenigde Staten.

## Geschiedenis
Het grootste gedeelte van de staat (het deel ten oosten van de Continental Divide) werd in 1803 door de Verenigde Staten verworven via een transactie die de Louisiana Purchase is gaan heten. Dat land was onderdeel van het Nebraskaterritorium, het Idahoterritorium, het Utahterritorium en het Dakotaterritorium. Later volgden er verdragen met Spanje (1819), het Verenigd Koninkrijk (1846) en Mexico (1848) die zorgden voor gebiedsuitbreiding in westelijke richting door gebiedsoverdracht van een deel van Oregon Country en de Mexican Cession. 
Vanaf 1867 werd de stad Cheyenne bereikbaar met de Union Pacific Railroad en op 25 juli 1868 werd het Wyoming Territory gesticht, vernoemd naar de Wyoming Valley in Noord-Oost Pennsylvania. De territoriale grenzen waren identiek aan deze van de huidige staat.
Het motto van het territorium was "cedant arma togae". Initieel waren er vijf counties, die alle vijf ongeveer even groot een verticale strook van het territorium besloegen: Albany, Carbon, Laramie, Sweetwater en Uinta. Elk van deze counties bleef bestaan in de latere staat Wyoming, weliswaar met beperktere en andere oppervlakte.
Georganiseerde en geïncorporeerde territoria: Noordwest (1787–1803) · Zuidwest (1790–1796) · Mississippi (1798–1817) · Indiana (1800–1816) · Orleans (1804–1812) · Louisiana/Missouri (1805–1821) · Michigan (1805–1837) · Illinois (1809–1818) · Alabama (1817–1819) · Arkansas (1819–1836) · Florida (1822–1845) · Indian Territory (1834–1907) · Wisconsin (1836–1848) · Iowa (1838–1846) · Oregon (1848–1859) · Minnesota (1849–1858) · New Mexico (1850–1912) · Oklahoma (1890–1907) · Utah (1850–1896) · Washington (1853–1889) · Kansas (1854–1861) · Nebraska (1854–1867) · Nevada (1861–1864) · Colorado (1861–1876) · Dakota (1861–1889) · Idaho (1863–1890) · Arizona (1863–1912) · Montana (1864–1889) · Wyoming (1868–1890) · Hawaï (1900–1959) · Alaska (1912–1959)
Niet-geïncorporeerde territoria: Guam (1898–) · Filipijnen (1898–1946) · Puerto Rico (1898–) · Amerikaans-Samoa (1899–) · Panamakanaalzone (1903–1979) · Amerikaanse Maagdeneilanden (1917–) · Noordelijke Marianen (1975–)
Onbewoonde eilanden en claims onder de Guano Islands Act: Phoenixeilanden (1856–1979) · Roncador Bank (1856–1981) · Serrana Bank (1856–1981) · Baker (1857–) · Jarvis (1858–) · Johnston (1858–) · Navassa (1858–) · Kingman (1860–) · Swaneilanden (1863–1972) · Howland (1867–) · Midway (1867–) · Quita Sueño (1869–1981) · Palmyra (1898–) · Wake (1899–) · Corn Islands (1914–1971)